# 钧窑

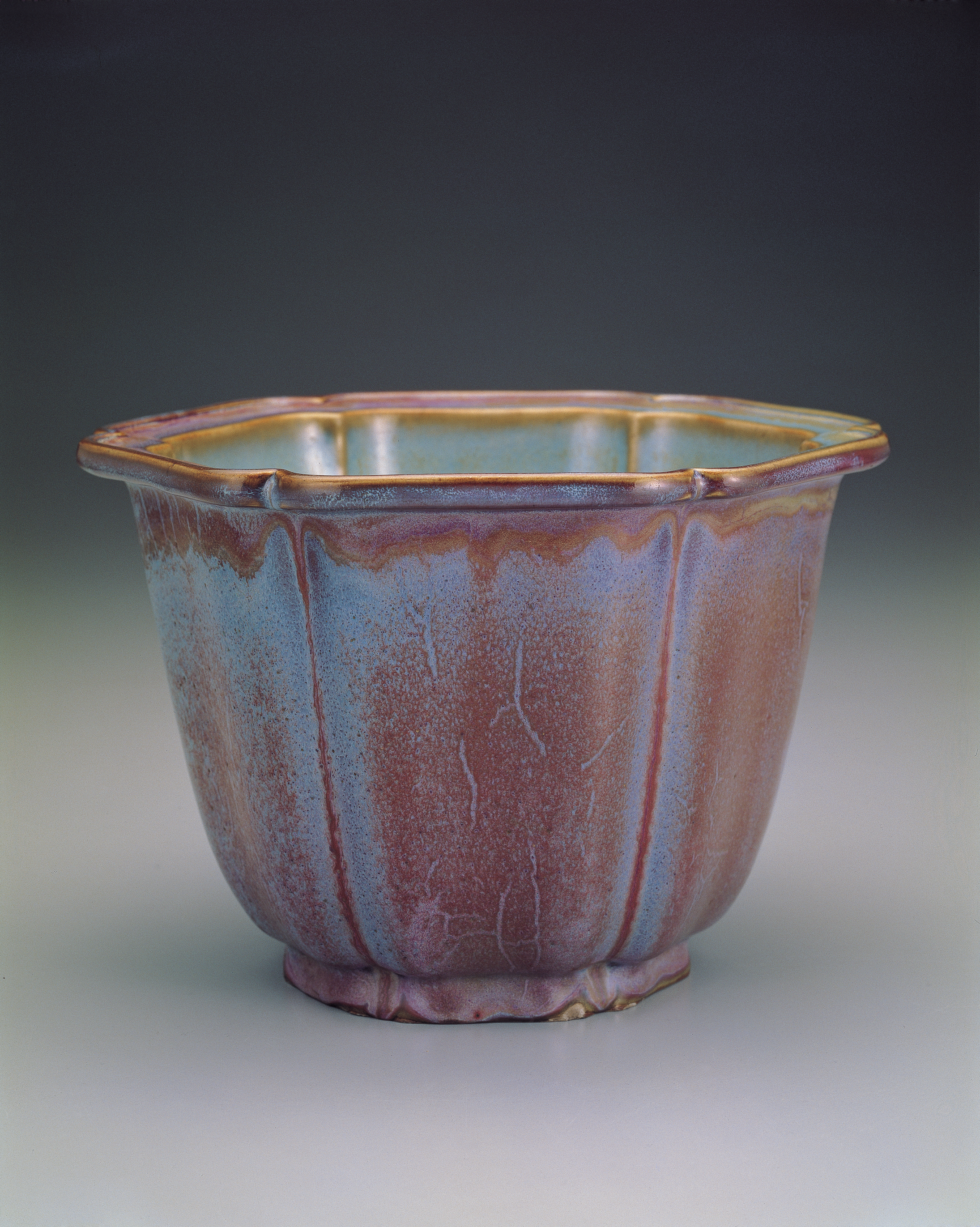
鈞窯天青葡萄紫釉葵花式花盆

钧窑，又称钧州窑，是指从中国北宋末年到近代，位于古钧州（今河南省禹州市）一带，以钧釉瓷器为主导产品的一批窑场。钧釉瓷器又称钧瓷，其特征是施有乳浊分相釉，以蓝、绿色为基调，并能有效控制和应用铜红釉和铜红彩。钧窑长期生产民间日用器皿，同时部分花器类产品亦供应宫廷。明清时期，钧瓷逐渐成为收藏品，钧窑被列为宋代名窑，后更跻身“宋代五大名窑”。当前学界基于考古发掘资料，主张钧瓷较可能创烧于金代中后期，贡御宫廷的产品烧制于明代早中期。

## 歷史

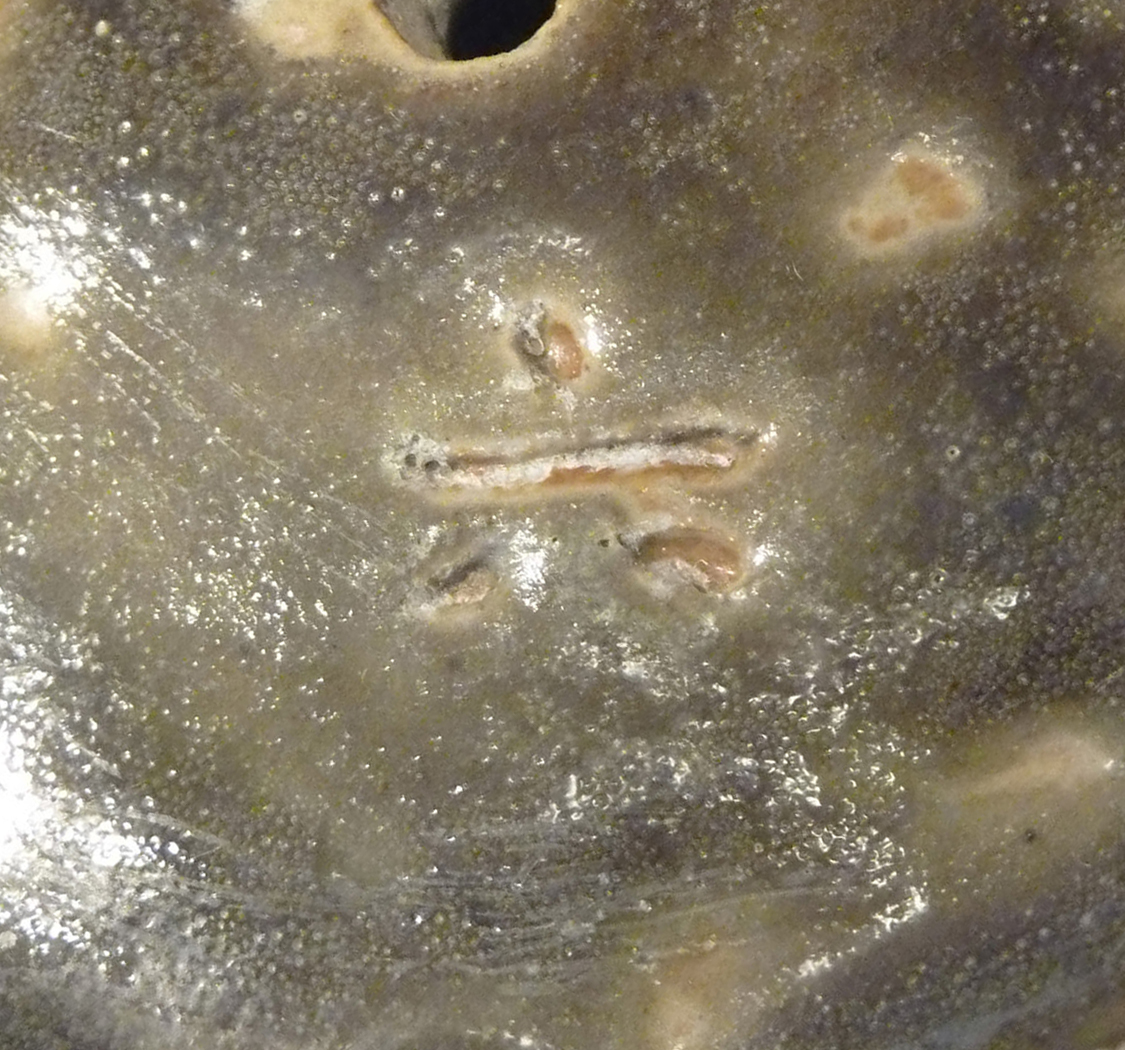
官钧窑瓷器底部的数目字

不早于北宋末年，一些汝窑窑工渡过汝河，在登封、郏县、陽翟（今禹州市）、梁县（今汝州市）四縣交界的箕山山脉一带置窑烧瓷，后世称之为“民钧窑”。其产品以天蓝、月白、青绿为基本色调，后世藏家称为“钧州青”，品类以盘、碗、杯、碟等日用器为主，故又称“器皿类钧瓷”。早期制品带有明显的的汝瓷特征，及至金朝中后期，产品乃形成自身特色，外观为厚釉且多有釉汁垂釉现象，釉面上常有紫红色斑块，系工匠将铜料涂在釉面上后烧成。
明朝初期，箕山一带窑场的高温铜红釉技术已趋于成熟。铜在釉中呈现的颜色与多种复杂因素相关，烧制前难以预测，形成“入窑一色、出窑万彩”的窑变现象。明朝早中期，钧州城内的窑场主要生产高温铜红釉花器，贡御宫廷使用，后世称为“官钧窑”。其品类以花盆、盆托、出戟尊等为主，故又称“陈设类钧瓷”。器物底部常有数目字，器形越大、数字越小，故又称“数码类钧瓷”。釉面上或有自然形成的“蚯蚓走泥纹”，系胎体施釉后晾干时，釉层不规则开裂所致。
官钧窑的停烧时间和原因，目前尚不清楚。与官钧窑同一时期的民钧窑则已较少生产钧釉瓷，改以白地黑花瓷器为主要产品。至明朝中后期，禹州的陶瓷手工业衰落，此后转为小规模生产。
| - 民钧窑天蓝釉碗 - 民钧窑青绿釉碗 - 民鈞窯天藍釉紫斑盂 - 民钧窑天蓝釉紫斑双系罐 - 民钧窑天蓝釉紫斑盘 - 官鈞窯紫紅釉葵花式花盆 - 官鈞窯天藍葡萄紫釉長方花盆 - 官鈞窯月白釉葵花式花盆 - 官鈞窯天藍玫瑰紫葵花式花盆 - 官鈞窯葡萄紫釉出戟尊 |

### 时代争议
宋代文献中没有关于钧窑的记载。关于钧州一带陶瓷业的零星记载始见于金、元。明中期开始出现“钧州窑”的记载，明后期形成“钧窑”概念，特指钧州城内窑场生产的钧釉花器。伪托明前期吕震编著、实际写于明后期的《宣德鼎彝谱》中，有“柴汝官哥均定”之说，首次将钧窑与宋代名窑并列。明末、清初承袭这一说法，将钧窑视为宋代瓷窑。从晚清开始，“钧窑”的概念不再限于钧釉花器，开始涵盖天蓝釉碗、盘类产品。
晚清以来，随着收藏热的兴起，人们对钧窑大加推崇，将其附会为北宋官窑。至20世纪50年代，“宋代五大名窑”的说法正式形成，钧窑取代不见实物存世的柴窑，名列其中。尽管大谷光瑞、陈万里、巴兹尔·格雷等学者都提出过钧窑非宋窑的观点，但传统的北宋说仍然占据上风，甚至成为考古发掘结论的依据。1982年《中国陶瓷史》出版后，“钧窑始烧于北宋、是宋代五大名窑之一”的观点几成定论。
20世纪90年代末，钧窑年代争议问题在学界被再次提出。随着越来越多考古学证据的出现，以及对文献的重新梳理，主张钧釉瓷器创烧于金代中后期、官钧年代为明代早中期的新观点日益成为海内外学界共识。传统的北宋说则尚未找到确切的考古学证据。

## 遗址
目前已知的古钧窑窑址超过150处，分布在禹州、汝州、登封、郏县的十多个乡镇。其中曾开展过考古发掘工作的有：禹州市区八卦洞窑址（1974年），禹州神垕镇刘家门、河北地、下白峪等窑址（2001年），禹州市区古钧花苑窑址（2004年），汝州大峪镇东沟窑址（2005年），禹州鸠山镇闵庄窑址（2011年），禹州神垕镇区窑址（2013年）。
禹州市区钧台钧窑遗址于1988年列为全国重点文物保护单位，建有禹州钧官窑址博物馆。神垕镇钧窑址亦于2006年列为全国重点文保单位。

## 仿钧瓷和新烧钧瓷
钧瓷兴起以来，影响深远，许多瓷窑对其进行过仿制，如清雍正年间景德镇御窑厂烧制的“炉钧”，江苏宜兴窑的“宜钧”，广东石湾窑的“广钧”，近代神垕镇卢家的“卢钧”，皆试图重现钧瓷的外观，但实际烧制方法并不相同。
及至20世纪70年代，禹州钧瓷二厂研制出钧瓷新釉配方，烧成效果最接近古钧釉，成为后来最主要的仿烧品种。2008年，禹州市的钧瓷烧制技艺列入国家级非遗名录。截至2023年，禹州市有钧瓷企业200余家，年产销钧瓷220多万件（套），年产值24亿人民币，已举办十二届禹州钧瓷文化旅游节。